# 人民团结候选人—选民呼声
人民团结候选人－选民呼声是西班牙加泰罗尼亚自治区的一个政党联盟。该联盟成立于2015年。该联盟的成立得到人民团结候选人、国际主义斗争、在斗争、红色潮流、前进－民族解放社会主义组织、自由人民等党派的支持。该联盟的意识形态是社会主义、反资本主义、泛加泰罗尼亚主义、左翼民族主义。该联盟主张加泰罗尼亚独立。该联盟的政治立场是左翼至极左翼。该联盟的总部位于巴塞罗那。